# Fahne von Kriwoi Rog

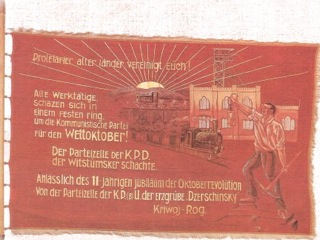
Fahne von Kriwoi Rog (Vorderseite)

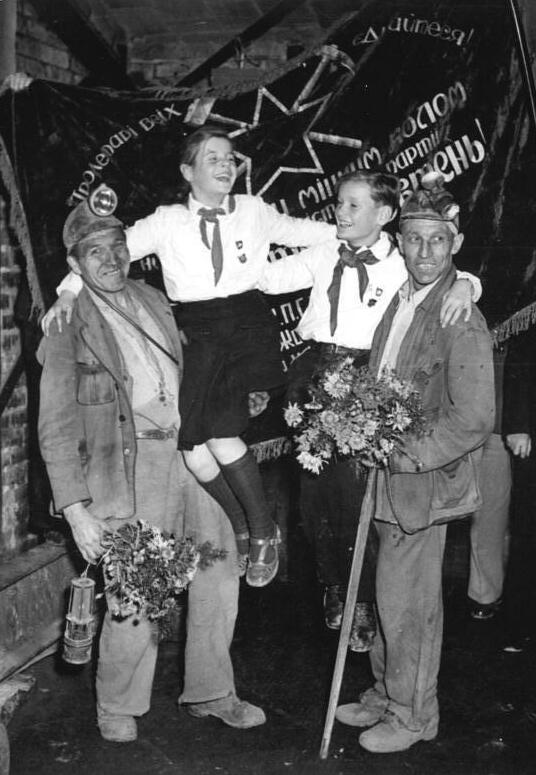
Bergarbeiter und Jungpioniere vor der Fahne von Kriwoj Rog. (Rückseite) 3. November 1952.

Die Fahne von Kriwoi Rog ist eine rote Fahne, die 1929 von der Kommunistischen Partei der Sowjetunion aus der ukrainischen Bergbauregion Kriwoi Rog (russisch Кривой Рог Kriwoi Rog) als Geschenk an die Kommunistische Partei Deutschlands im Mansfelder Land nach Deutschland kam.

## Geschichte
Die Fahne, die der kommunistische Landtagsabgeordnete Karl Schulz in Gerbstedt feierlich an die örtliche KPD übergeben hatte, wurde als Symbol der Arbeiterbewegung von den Kommunisten bei ihren Demonstrationen und Aufmärschen im Mansfelder Land in der Zeit der Weimarer Republik stets mitgeführt. Sie wurde durch Otto Brosowski, Sekretär der KPD-Betriebszelle des Paul- und Vitzthum-Schachtes in Empfang genommen und während der Zeit des Nationalsozialismus versteckt. Hier lag sie, zwischen zwei Tischtüchern eingenäht, auf dem Wohnzimmertisch. Otto Brosowski versteckte die Fahne nach seiner Rückkehr aus einjähriger Haft im KZ Lichtenburg 1934 in einer Mauer seines Kaninchenstalls.
Zum Ende des Zweiten Weltkriegs wurde das Mansfelder Land von den amerikanischen Truppen besetzt, die das Gebiet gemäß der auf der Konferenz von Jalta getroffenen Beschlüsse an die Rote Armee übergaben. Beim Einmarsch der Sowjetsoldaten in Gerbstedt wurden diese von der Familie Brosowski mit der Fahne von Kriwoi Rog empfangen. Nach Aussage von Brosowskis Enkel Rudolf Brosowski hatte sein Großvater die Fahne aus dem Fenster gehängt und der sowjetische Kommandant kontaktierte daraufhin die Familie.
Zu DDR-Zeiten wurde die Fahne oder eigens dafür angefertigte Duplikate als Symbol des Widerstands der Kommunisten gegen den Faschismus und des Bündnisses mit der Sowjetunion häufig zu offiziellen Veranstaltungen gezeigt. Ab 1964 wurde die Fahne im Museum für Deutsche Geschichte im Zeughaus in Ost-Berlin ausgestellt und nach dessen Unterstellung unter das Deutsche Historische Museum im Magazin des Museums gelagert. 2007 wurde die restaurierte Fahne in einer Sonderausstellung des Museums gezeigt.
Die Übergabe der Fahne an die Rote Armee wurde 1953 in einem Gemälde von Karl Kothe thematisiert. 1959 erschien Otto Gotsches Roman Die Fahne von Kriwoj Rog. Im folgenden Jahr behandelte Heiner Müller das Thema in einem Kammerspiel. Der gleichnamige Film von Kurt Maetzig wurde 1967 erstmals aufgeführt.